# Mosaikenmuseum (Istanbul)

Die Lage des Großen Palasts in Konstantinopel

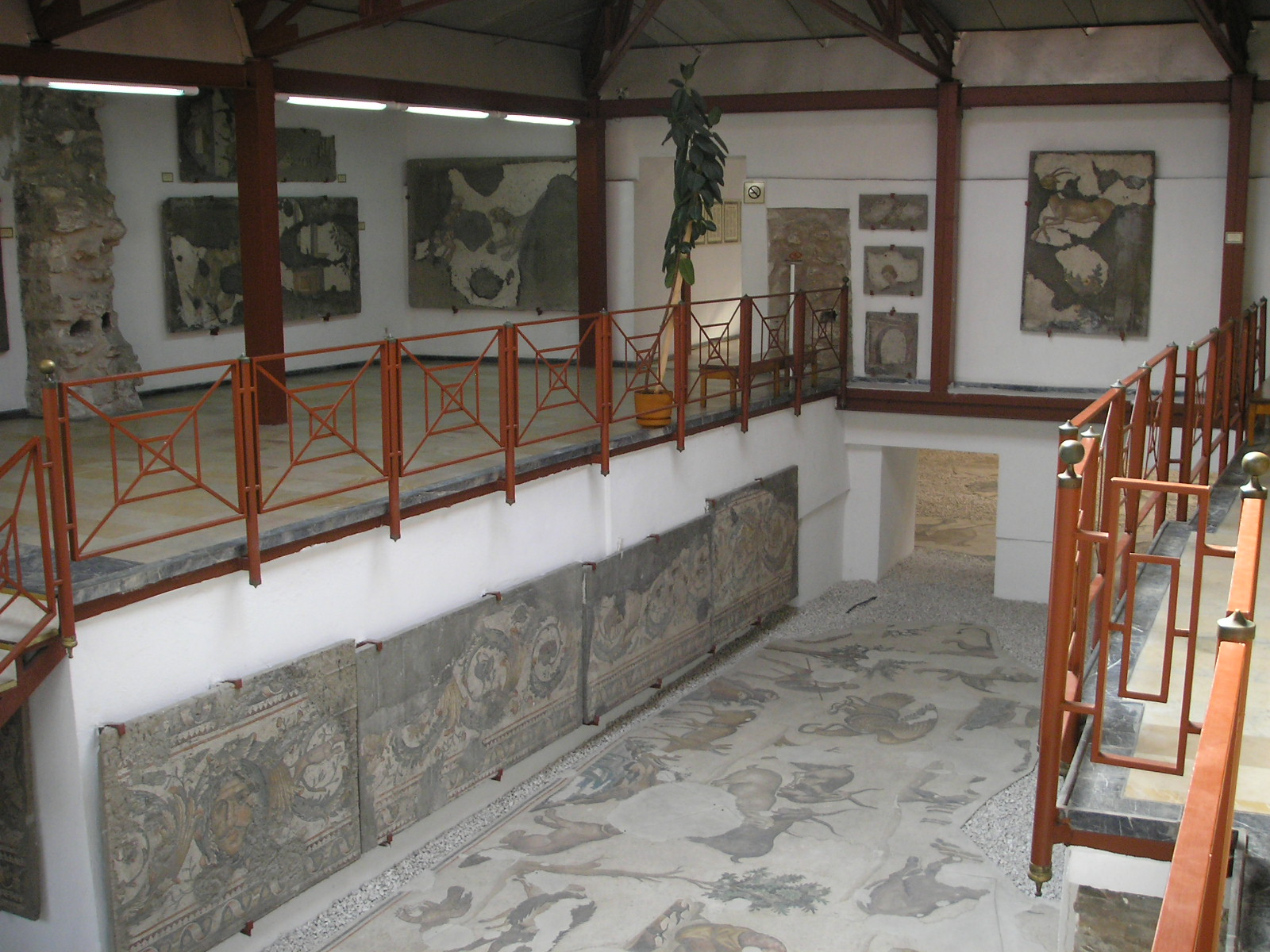
Blick in das Mosaikenmuseum

Das Museum der Mosaiken des Großen Palasts oder Mosaikenmuseum Istanbul (türkisch Büyük Saray Mozaikleri Müzesi) befindet sich in der Nähe des Sultanahmet-Platzes in Istanbul, Türkei, am Arasta-Basar. Das Museum beherbergt Mosaike aus der Zeit der byzantinischen Epoche, die an der Stelle des Großen Palasts von Konstantinopel ausgegraben wurden.

## Geschichte
Das Museum beherbergt die Mosaike, mit denen die Böden eines Peristylhofs verziert waren und die mutmaßlich aus der Regierungszeit des byzantinischen Kaisers Justinian I. (reg. 527–565) stammen, obwohl neuere Analysen ein späteres Datum während der Herrschaft von Herakleios nahelegen. Sie wurden von Archäologen der Universität St. Andrews in Schottland bei Ausgrabungen auf dem Gebiet des Arasta-Basar am Sultan-Ahmet-Platz in den Jahren 1935 bis 1938 und 1951 bis 1954 freigelegt. Das Areal gehörte zum südwestlichen Bereich des Großen Palasts. Bei den Ausgrabungen wurde ein großer Peristylhof mit einer Fläche von 1872 m² entdeckt, der vollständig mit Mosaiken verziert war. Von 1983 bis 1997 betreute die Österreichische Akademie der Wissenschaften unter der Leitung von Werner Jobst die Erforschung und Konservierung des Palastmosaiks sowie weitere archäologische Untersuchungen im Rahmen eines Kooperationsprojekts mit der Generaldirektion für Denkmäler und Museen in der Türkei.
Die Motive der Mosaiken reichen von einer Dionysischen Prozession (Elefant und Frau mit Krug) bis hin zu zahlreichen Kampfszenen mit menschlichen und nichtmenschlichen Tierkämpfern. Dazwischen sind auch verschiedene Tiere zu sehen, darunter Löwen, Adler, Schlangen und sogar mehrere Versionen des Greifs.

## Galerie

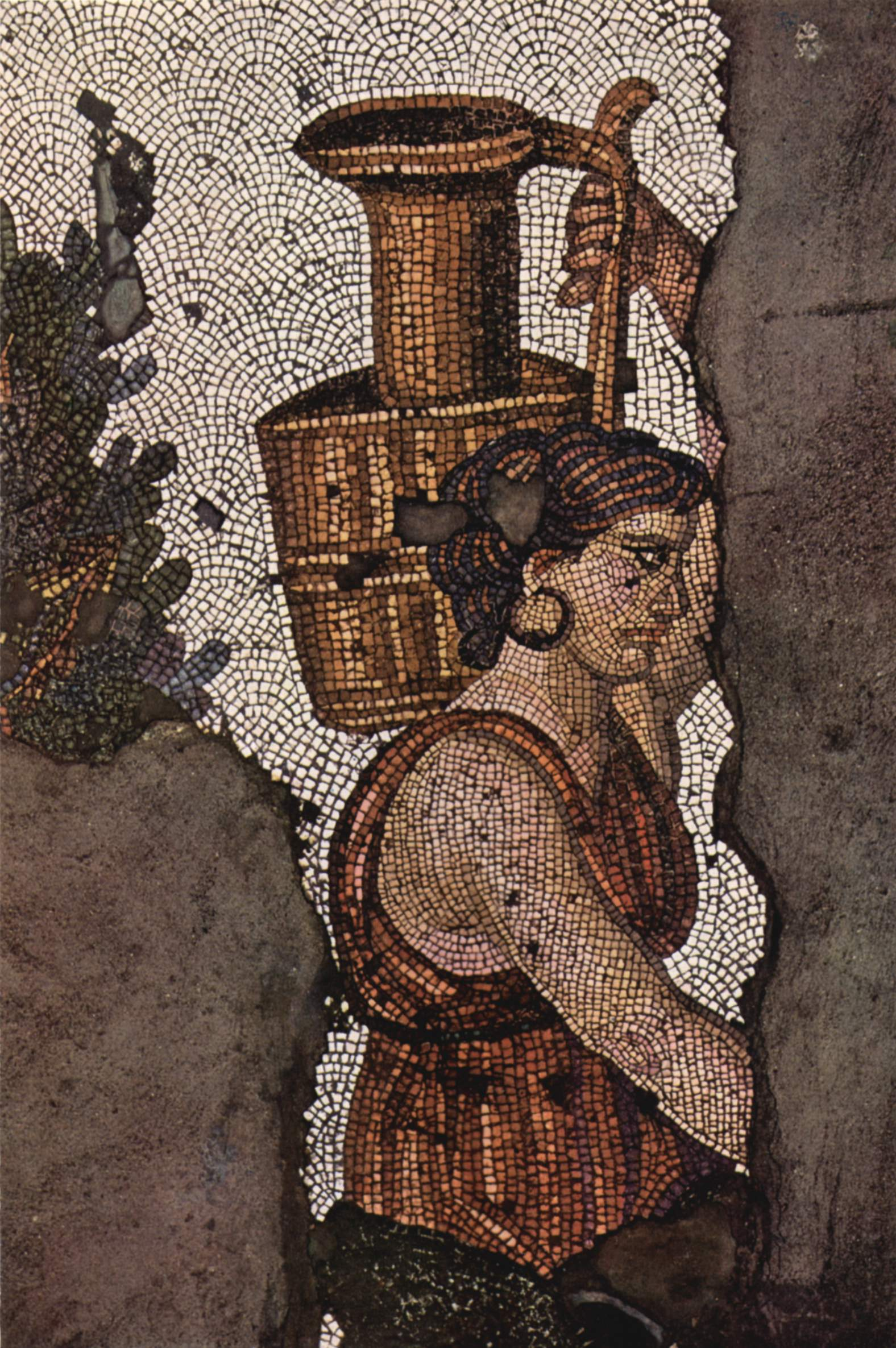
Frau, die einen Krug trägt
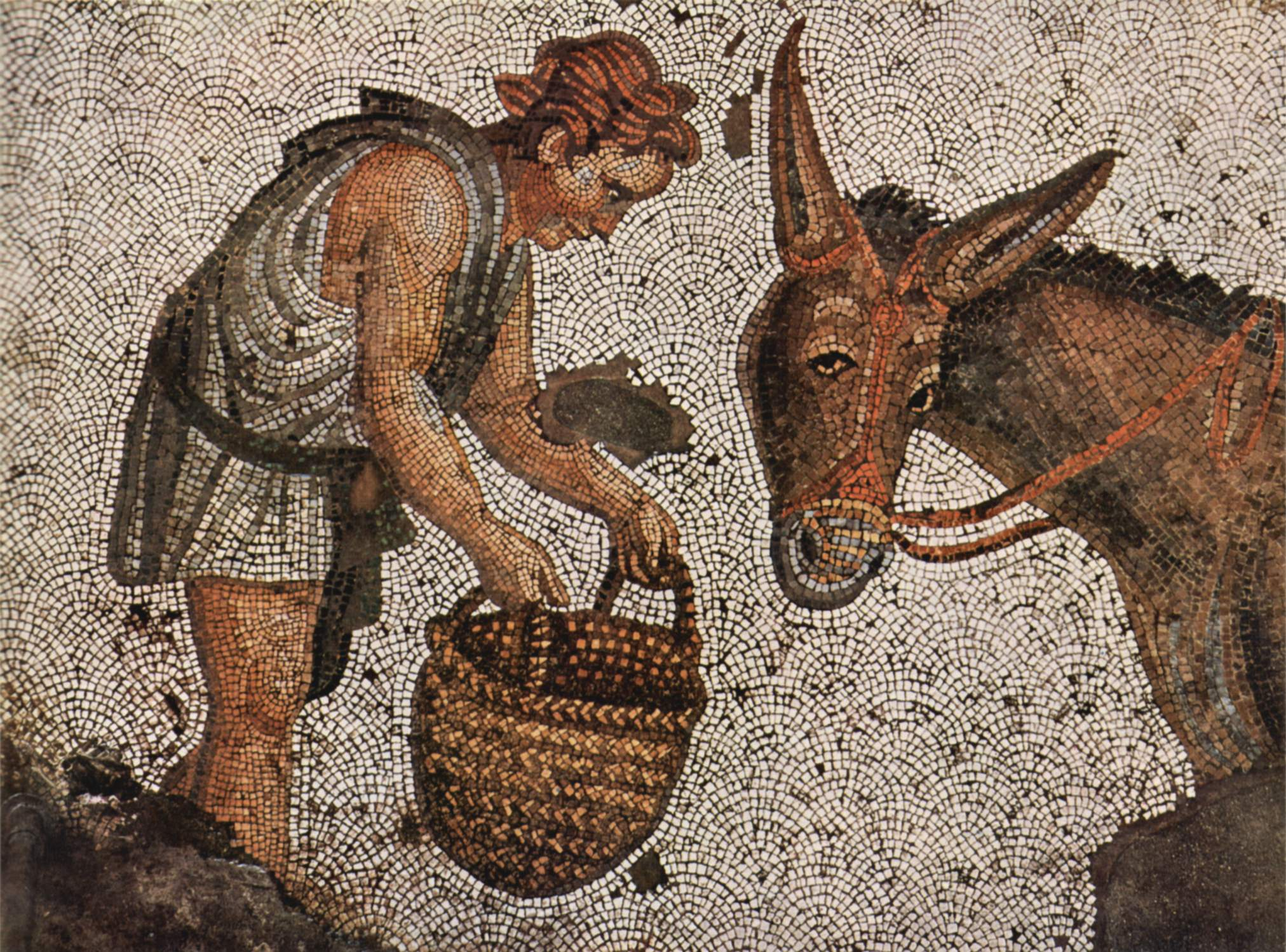
Kind mit einem Esel
Schäfer mit Tieren
Elefant
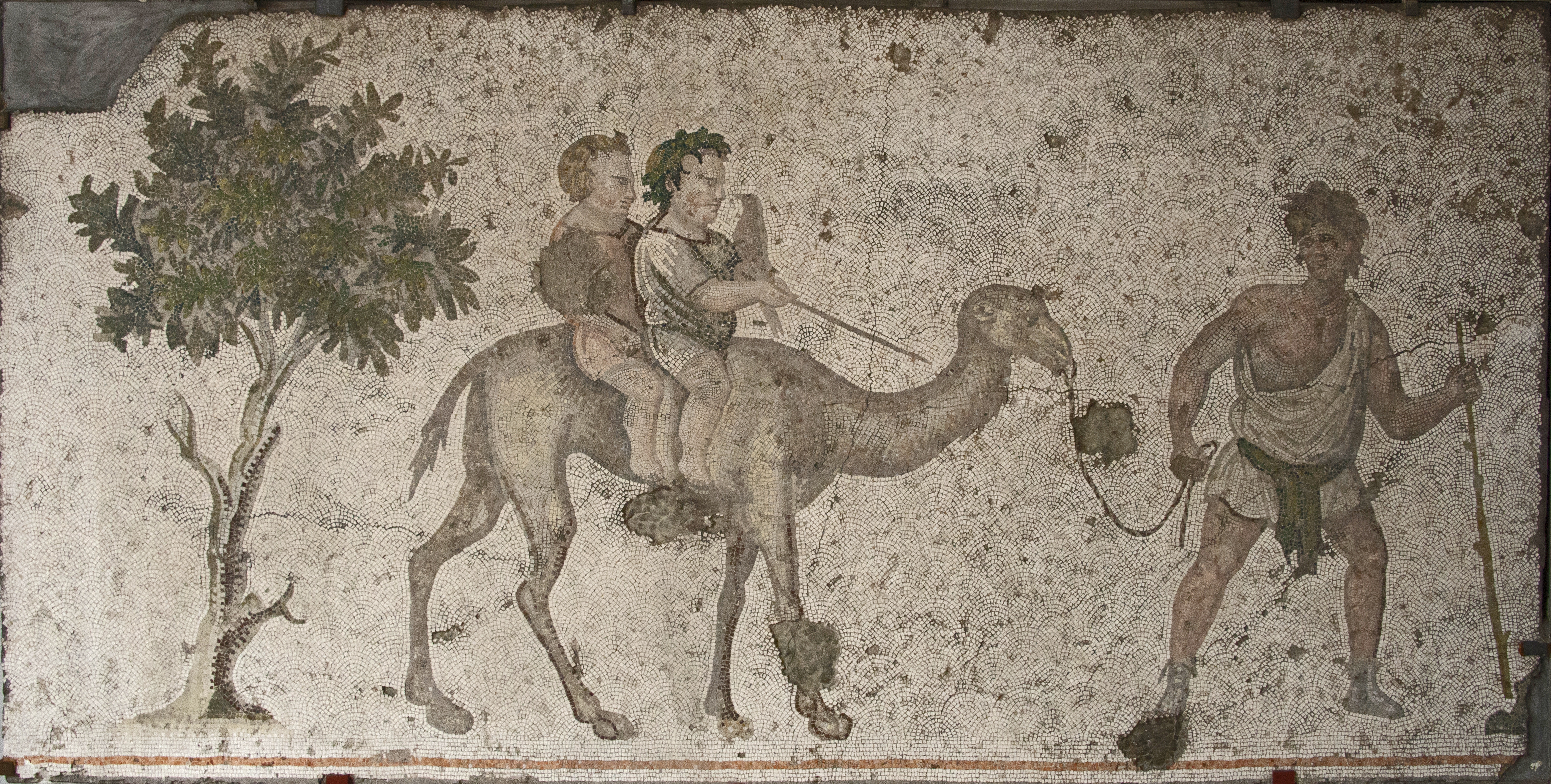
Ritt auf einem Dromedar
Bär mit Beute
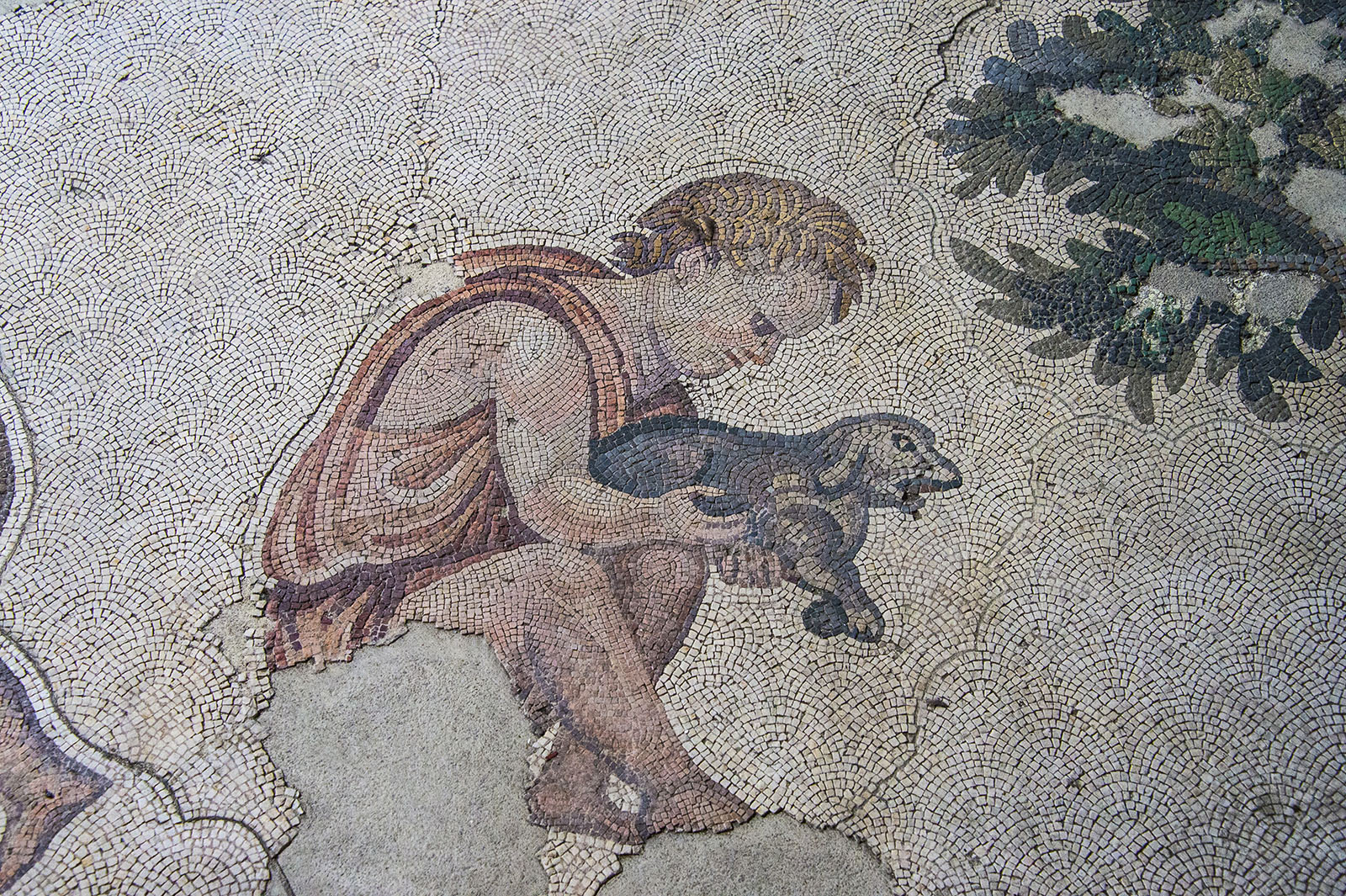
Jüngling mit Hund
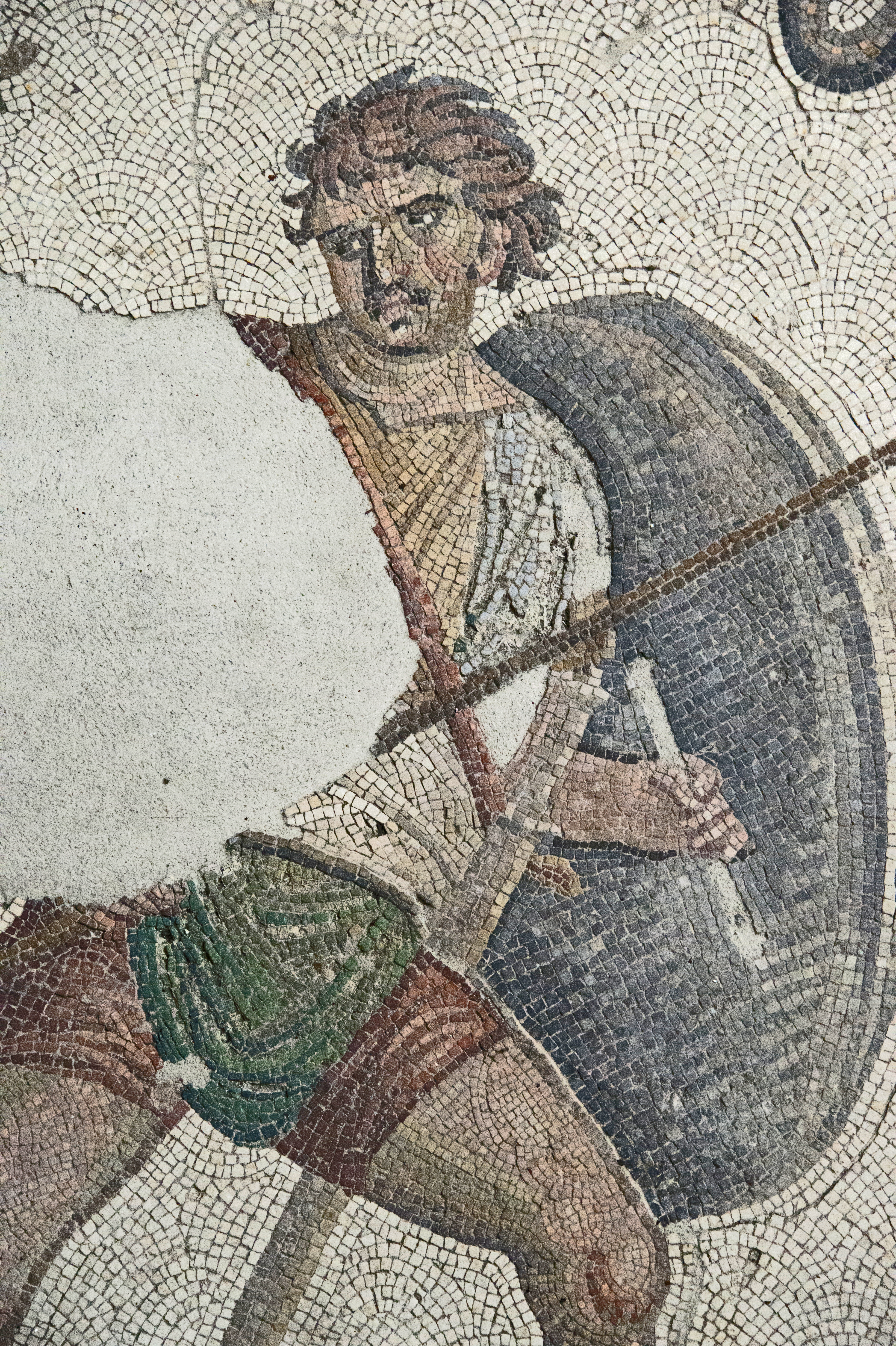
Jagdszene
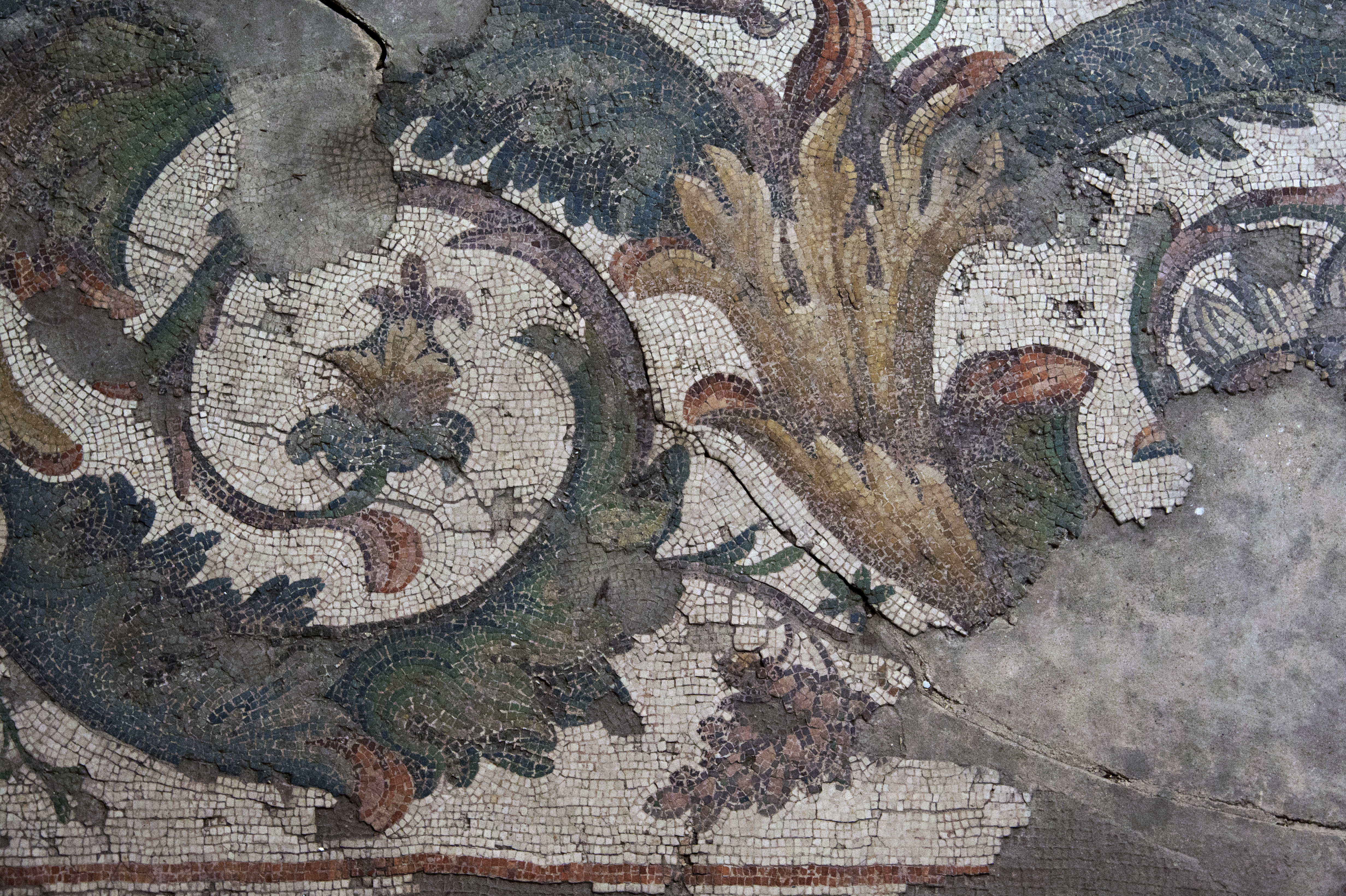
Ornamentik
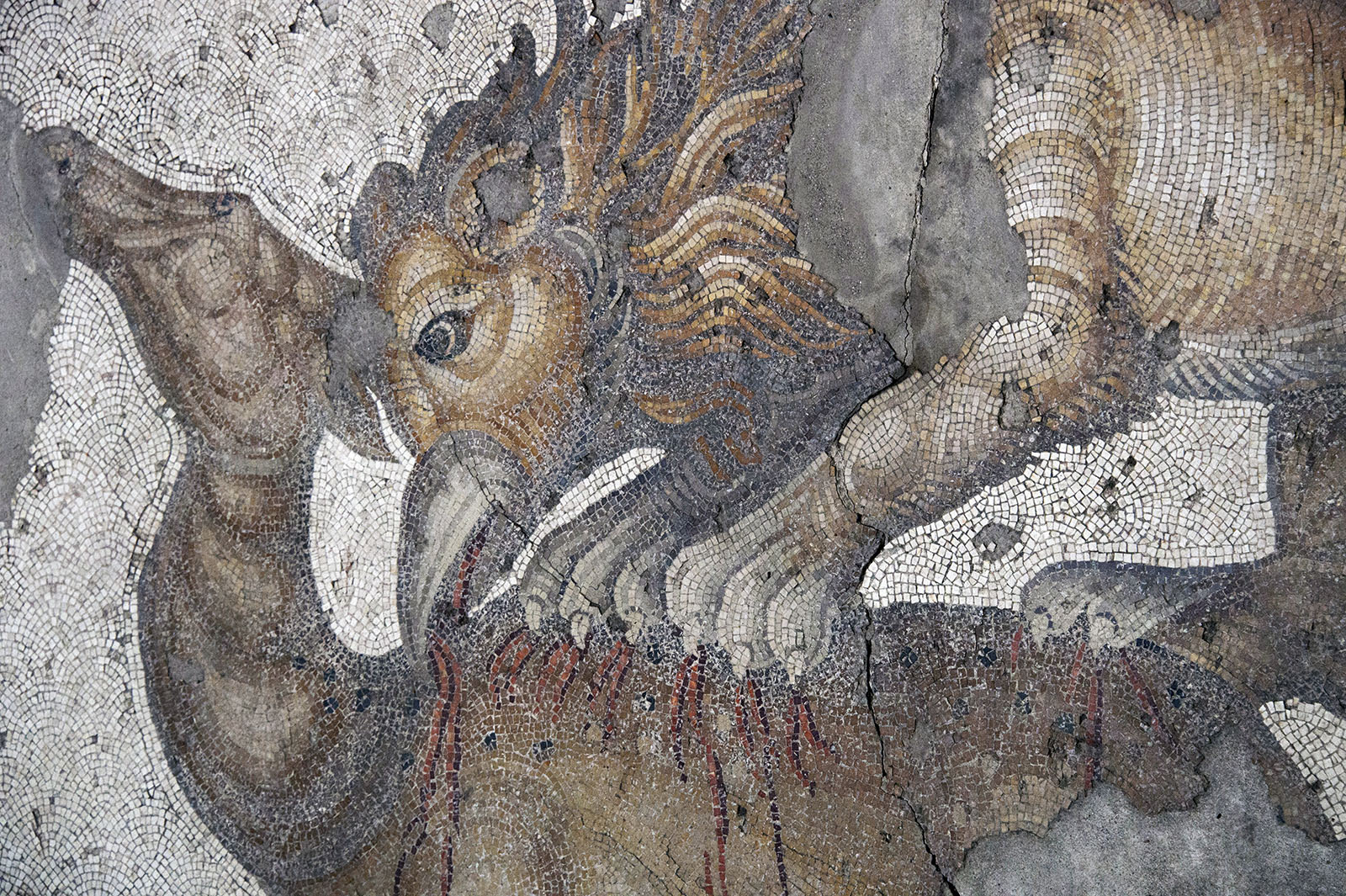
Angriff eines Greifs
Spiel in der Arena